# Mesopotamia superior

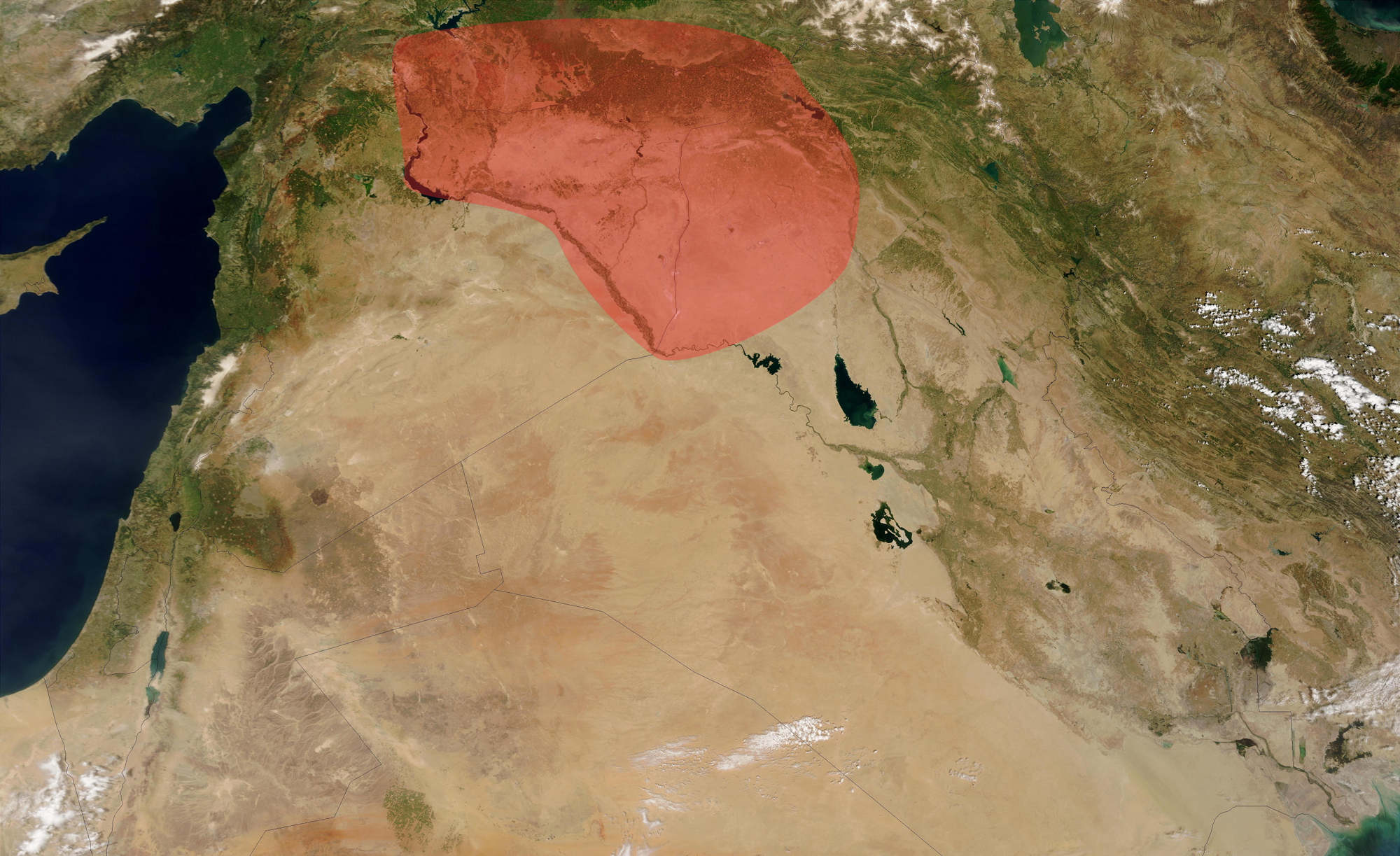
Alta Mesopotamia en rojo sobre una imagen satelital de Mesopotamia.

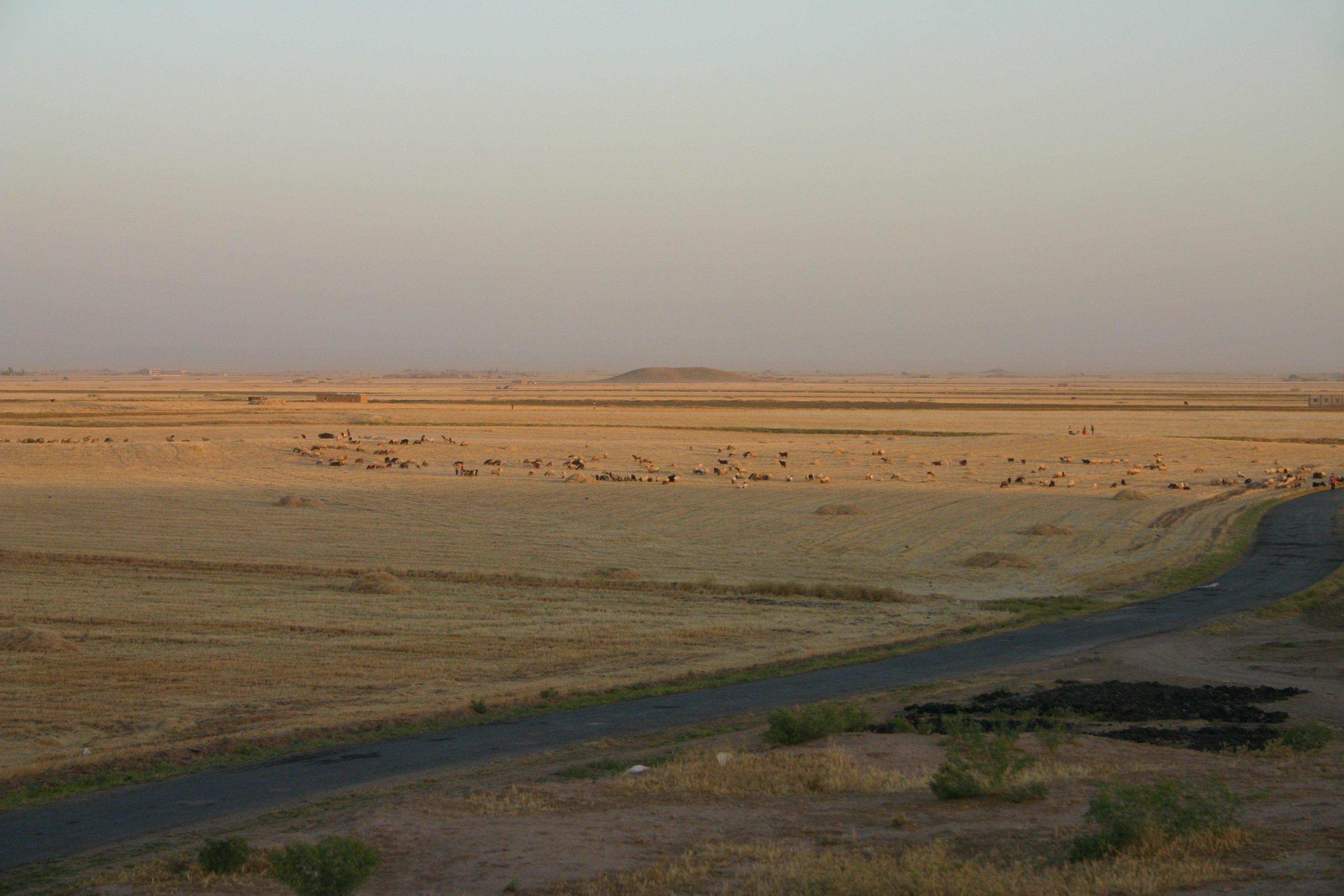
Región de Al-Yazira en Siria.

La Mesopotamia Superior, también denominada Alta Mesopotamia o Al-Yazira (en árabe: الْجَزِيرَة‎, romanizado: al-jazīra, lit. 'La isla'; en arameo: ܓܙܪܬܐ, Gozarto), es la denominación geo-historiográfica de la zona situada «aguas arriba» en el valle mesopotámico y que corresponde, a grandes rasgos, con el núcleo histórico del Imperio asirio. Se trata de una extensa llanura y tierras altas ubicadas en el noroeste del actual Irak y noreste de la actual Siria, conocida localmente por el nombre árabe tradicional de Al-Ŷazīra (transcrito también como Djazirah, Djezirah o Jazirah).
La región se extiende hacia el sur desde las montañas de Anatolia, y al este desde las colinas situadas en la margen izquierda del río Éufrates, hasta las montañas de la margen derecha del río Tigris. Incluye la planicie de Sinjar y se prolonga por el valle del Tigris hasta Samarra, mientras que por el valle del Éufrates llega aguas abajo hasta Hit. El río Jabur, de aproximadamente 400 km de longitud, atraviesa la llanura desde su nacimiento en Turquía septentrional hasta su confluencia con el Éufrates.
Las principales ciudades de la Mesopotamia Superior son Mosul, Deir ez-Zor, Ar-Raqqa, Al-Hasakah, Busayrah, Diyarbakır y Qamishli. La parte occidental, situada en territorio sirio, corresponde en gran medida a la gobernación de Al-Hasakah. La parte oriental, en Irak, incluye la gobernación de Nínive y áreas adyacentes.